# Стаббінс Фірс
Стаббінс Фірс (англ. Stubbins Ffirth; 1784—1820) — американський лікар-стажер, відомий своїми незвичними дослідженнями причини жовтої гарячки. Він припускав, що хвороба не є заразною, вважаючи, що падіння випадків захворювання у зимовий період показує те, що хвороба, швидше за все, є результатом спеки та стресу у літні місяці. Хоча Фірс правильно зазначав, що жовта гарячка значно частіше трапляється влітку, його припущення виявилися неправильними. Через шість десятиліть після його смерті було здійснено прорив, коли кубинський науковець Карлос Фінлей виявив зв'язок з комарами, які переносять хворобу.

## Праці
Найбільша епідемія жовтої гарячки в американській історії — епідемія жовтої гарячки у Філадельфії 1793 року, убила не менше 5000 людей у Філадельфії (Пенсильванія), тобто приблизно 10 % населення міста. Фірс вступив до університету Пенсильванії кілька років по тому і вивчав хворобу, яка так сильно вплинула на цей регіон. Він поставив собі за мету довести, що це захворювання не є заразним, і був настільки впевнений у своїй теорії, що почав проводити експерименти на собі .
Фірс вирішив увійти в безпосередній контакт з біологічними рідинами людей, які були заражені. Він почав робити надрізи на руках і намазувати блювоту в них, а потім приступив до виливання її на очні яблука. Фірс продовжував намагатися інфікувати себе за допомогою інфікованої блювоти, смаживши її і вдихаючи пари, а після того, як все ще не захворів, випив її нерозбавленою. Прагнучи довести, що інші тілесні рідини дають ті ж результати, Фірс почав обмазувати своє тіло кров'ю, слиною і сечею. Йому все ще вдалося уникнути зараження хворобою, і тому він сприймав це як доказ своєї гіпотези. Однак пізніше було показано, що зразки Фірса, які використовувалися для експериментів, були взяті у пацієнтів на пізній стадії, які більше не були заразними.
Фірс опублікував результати досліджень у своїй дисертації 1804 року «Трактат про злоякісну гарячку» (англ. A Treatise on Malignant Fever; with an Attempt to Prove its Non-contagious Non-Malignant Nature).